# Lijst van voetbalclubs - J
Dit is een lijst van voetbalclubs met als beginletter een J.
- Jantra Gabrovo
- SC Jauer
- FK Jaunība Rīga
- FC Jazz Pori
- FK Jelgava
- CE Jenlai
- Yerazank Jerevan
- FK Jerevan
- Jerevan United
- FK Jerv
- Jeunesse Esch
- Jiangsu Suning FC
- Joe Public FC
- Jomo Cosmos
- CRKSV Jong Colombia
- CRKSV Jong Holland
- Jong Sint-Gillis
- Jönköpings Södra IF
- IK Junkeren
- AC Juvenes/Dogana
- Juventus Boekarest
- Juventus Milaan
- Juventus Audax Rome
- Juventus Turijn
- Juventus FC (Rio de Janeiro)
- SV Juventus
- Júbilo Iwata
- FC Jumilla
- Juniors OÖ

A · B · C · D · E · F · G · H · I · J · K · L · M · N · O · P · Q · R · S · T · U · V · W · X · Y · Z